# ベオグラード地下鉄
ベオグラード地下鉄とはセルビアの首都ベオグラードにおいて計画中の地下鉄である。資金不足により幾度にわたり建設が遅れている。

## 概要
ベオグラードの市街地人口は2011年段階で約123万人、都市圏人口は約166万人であるが、公共交通が貧弱なため交通渋滞が深刻である。郊外列車としてベオヴォズがあるが、本数の少なさやインフラ状況の不十分さなどから求められている役割を果たせていない。地下鉄建設はこれらの問題の根本的な解決策となり得る。

## 歴史

### 社会主義時代
ユーゴスラビア社会主義連邦共和国時代の1950年代から「総合都市計画」として地下鉄構想は存在した。その後も複数の計画案が練られたが実行に移されることはなかった。このうち1976年に計画された案は5路線から成るものであった。1982年にはソ連の援助に頼って建設する案が出されたが、スロベニア共和国とクロアチア共和国の反対により頓挫した。

### 連邦分裂後
1991年以降ユーゴスラビアは解体過程及び内戦に突入した。制裁の影響もあり経済は低迷するが、1995年にはユーゴスラビア国鉄の都心部の2駅（Vukov Spomenik駅およびKarađorđev Park駅）が地下化された。1997年に地下鉄建設計画が再浮上するも、2000年には再び頓挫した。
2014年にはベオグラード市長がフランスの援助の下で2016年に着工する計画について言及した。

## 参照
1. ↑  http://www.b92.net/biz/vesti/srbija.php?yyyy=2014&mm=07&dd=04&nav_id=872304